# 曾人宗
曾人宗（1922年—2006年），男，台湾新竹人，中华人民共和国政治人物。曾任台盟中央委员，台盟南京市委主委，南京市政协副主席，第七届全国政协委员。